# Sihote-Alinj
Sihote-Alinj (ruski: Сихотэ́-Али́нь) je planinski vijenac u ruskim oblastima Primorski kraj i Habarovski kraj, koji se proteže oko 900 km do sjeveroistočne ruske pacifičke luke u Japanskom moru, Vladivostoka. Najviše planine su Tordoki Jani koja ima visinu od 2077 metara i Ko (2003 m) u Habarovskom kraju, te Anik (1933 m) u Primorskom kraju. 
Ovo područje je jedno od najneobičnijih područja umjerene klime na svijetu. Tu se žive uobičajene životinje koje obitavaju u tajgama poput sobova (Rangifer tarandus), vukova i mrkih medvjeda (Ursus arctos lasiotus), uz tropske vrste kao što je amurski leopard (Panthera pardus orientalis), sibirski tigar (Panthera tigris altaica), kineska patka (Mergus squamatus), Blakinstonova sova ribarica (Bubo blakistoni) i azijski crni medvjed (Ursus thibetanus). Najstarije drvo je tisuću godina stara Japanska tisa (Taxus cuspidata). 
Sihote-Alinj je prvi sustavno istražio i opisao ruski istraživač i pisac, Vladimir Arsenijev, 1910-ih i 1920-ih, koji je svoje avanture opisao u nekoliko knjiga, između ostalih i Dersu Uzala (1923.) koju je u uspješan film ekranizirao Akira Kurosava 1975. godine.
Park prirode Sihote-Alinj je osnovan 1935. godine upravo kako bi se sačuvala njegova jedinstvena bioraznolikost i ima veličinu od 4.033.000 hektara od čega središnji kopneni dio ima 3.985 hektara. Od 2001. godine, njegovih 1.553.928 hekatara je upisano na UNESCO-ov popis mjesta svjetske baštine u Aziji i Oceaniji zbog svoje važnosti "u očuvanju ugroženih životinja tropskog pojasa koje žive zajedno s onima iz tajgi".

## Vanjske poveznice
- Središnji Sihote-Alinj na stranicama Fundacije za zaštitu prirodne baštine (engl.)